# Anhingidae
Los aníngidos (Anhingidae) son una familia de aves suliformes conocidas como ahuizote, aves serpiente, marbellas o patos aguja. Existen cuatro especies (todas ellas del género Anhinga), una de las cuales está muy próxima a su extinción. El nombre de  “pájaro serpiente” se debe a su fino y largo cuello, el cual les da el aspecto de una serpiente cuando nadan con sus cuerpos sumergidos.
El pato aguja americano es conocido con los nombres vulgares de "huizote" y "acoyotl".
Las marbellas son grandes aves de plumaje dimórfico. Los machos poseen un plumaje marrón y negro, una cresta eréctil en el cráneo y un pico mayor que el de la hembra. Las hembras poseen un plumaje más pálido, especialmente en el cuello y partes inferiores.
Ambos sexos poseen líneas grises en las largas escapulares y en la zona superior de las alas. El aguzado pico tiene bordes aserrados. Sus patas son cortas y están ubicadas en la parte posterior del cuerpo. Su plumaje es algo permeable, en forma similar al de los cormoranes, y por ello deben extender sus alas para secarlas luego de haberse sumergido. Entre sus vocalizaciones se encuentra un chasquido y repiqueteo mientras vuelan o están posados. Durante la reproducción los adultos a veces emiten un grito de llamada siseante o cau.

## Distribución
Las aves serpiente viven a lo largo del ecuador, en zonas tropicales y subtropicales. Habitan tanto en aguas claras como estancas y se los puede encontrar en lagos, marismas, pantanos, estuarios, bahías, lagunas y manglares. Tienden a juntarse en bandadas de hasta unos 199 individuos, pero son muy territoriales durante la época de reproducción. La mayoría son sedentarios y no migran; sin embargo, las poblaciones en zonas extremas de su distribución podrían migrar. El pato aguja asiático (Anhinga melanogaster) es una especia amenazada . La destrucción del hábitat, junto con otras interferencias inducidas por el hombre, son las principales causas de la disminución de su población.

## Dieta
Se alimentan principalmente de peces. Utilizan su aguzado pico para atravesar a su presa cuando se sumergen; por ello en inglés se los llama darters (o sea, dardos). Su quilla ventral se vincula con las 5 a 7 vértebras que permiten que se fijen los músculos de forma tal para proyectar su pico hacia delante como una lanza. También comen anfibios tales como ranas, reptiles tales como serpientes y tortugas, e invertebrados incluyendo insectos, camarones y moluscos. Utilizan sus patas para desplazarse debajo del agua y emboscar en forma silenciosa a sus presas. Igualmente sorprendente es su agilidad para subirse a los árboles a pesar de su peso y, por si esto no fuera poco, se aprovechan de las corrientes cálidas de aire para volar con el cuerpo estirado, sin esforzarse demasiado, como "cometas" en el cielo.

## Reproducción
Las marbellas son monógamas, y la pareja se establece durante la temporada de reproducción.

## Sistemática y evolución
Hay cuatro especies reconocidas, todas en el género Anhinga, a pesar de que las de Europa son por lo general agrupadas como subespecies de A. melanogaster.

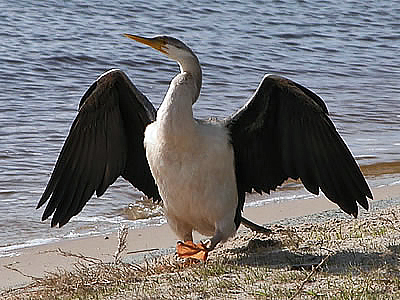
Hembra de pato aguja australiano.

- Pato aguja americano, Anhinga anhinga
- Pato aguja asiático, Anhinga melanogasterPato aguja africano.
- Pato aguja africano, Anhinga rufa

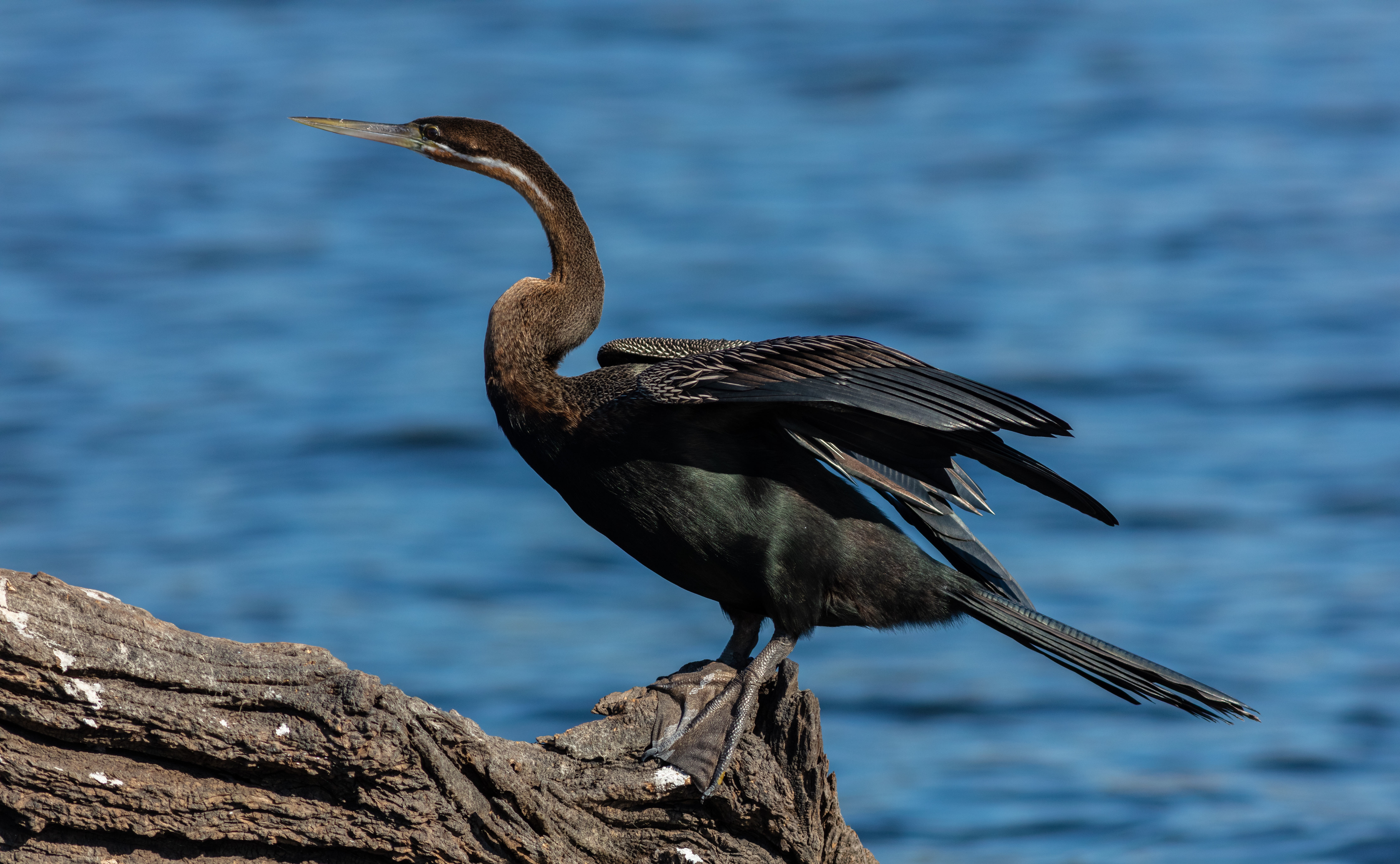
Pato aguja africano.

- Pato aguja australiano, Anhinga novaehollandiae

En cierta instancia se declaró que existían "especies" extintas de Mauritania  y Australia que solo son conocidas por sus restos óseos, las que fueron denominadas Anhinga nana (pato aguja de Mauritania) y Anhinga parva; sin embargo, eran identificaciones erróneas a partir de huesos de Microcarbo africanus y Microcarbo melanoleucos, respectivamente (Miller, 1966; Olson, 1975). En el primer caso, sin embargo, podrían pertenecer a una subespecie extinta que debería ser llamada Phalacrocorax africanus nanus (cormorán de Mauritania) —lo cual es irónico, ya que nana significa "enano" y los restos son mayores que aquellos de la población de cormoranes de cola larga ubicados en proximidades de la zona—.
Los patos aguja existían desde el principio del Mioceno. La diversidad era la más alta en América. Han sido descritas varias especies y géneros prehistóricos conocidos solo en fósiles:
- Meganhinga Alvarenga, 1995 (Mioceno inferior de Chile)
- Macranhinga Noriega, 1992 (Mioceno medio/Plioceno inferior de Sudamérica)
- Giganhinga Rinderknecht & Noriega, 2002 (Plioceno superior/Pleistoceno inferior de Uruguay)
- Anhinga subvolans (Early Miocene of Thomas Farm, USA)
- Anhinga cf. grandis (Middle Miocene of Colombia -? Late Pliocene of SC South America)
- Anhinga sp. (Sajóvölgyi Middle Miocene of Mátraszõlõs, Hungary: Gál et al. 1998-99)
- Anhinga sp. (Middle/Late Miocene of Paraná, Argentina)
- Anhinga fraileyi (Late Miocene -? Early Pliocene of S South America)
- Anhinga minuta (Solimões Late Miocene/Early Pliocene of SC South America)
- Anhinga pannonica (Late Miocene/Early Pliocene of Tataruş-Brusturi, Hungary ?and Tunisia, Pakistan and Thailand - ?Sahabi Early Pliocene of Libya)
- Anhinga grandis (Late Miocene - Kimball Late Pliocene of USA)
- Anhinga malagurala (Allingham Early Pliocene of Charters Towers, Australia)
- Anhinga sp. (Early Pliocene of Bone Valley, USA)
- Anhinga hadarensis (Late Pliocene/Early Pleistocene of E Africa)
- Anhinga sp. (Early Pleistocene of Coleman, USA)